# 苏州星星家园社会工作服务中心
苏州星星家园社会工作服务中心，是一家位于江苏省苏州市的社工机构，服务于外来打工者及其子女，成立于2009年3月，组织初期名为“苏州工友家园”，创办人为全桂荣。日常为外来工提供文化活动，以及协助其融入社区。

## 发展历史
苏州星星家园社会工作服务中心的创办人全桂荣原本是一名普通工人，他在1999年开始在全国多个省市打工，做过工厂的流水线工人、家政工、快递员等。2007年，他在深圳上班，参与了一个劳工机构的实习项目，到全国各地的劳工组织实习，了解劳工组织如何服务外来工。2008年，全桂荣到了苏州的工厂打工，并办了一个工友图书室。
2009年，全桂荣在苏州租下一个约60平米的房子，成立“工友家园”，这一场地主要是提供给工人交流娱乐，同时一起创办的一名同事提供法律援助，如工伤、讨薪。2013 年，工友家园在苏州市民政局正式注册为“苏州星星家园社会工作服务中心”。
2016之后，苏州星星家园社会工作服务中心主要转向开展工伤工友和流动儿童社区服务项目，为成千上万的的工伤工友提供了咨询及协助工伤工友争取到数百万权益，并试图推动苏州当地相关工伤实务的改善，取得了一定的成果；https://m.hqwx.com/shgzz-kaoshi/news/14449658907633.html
同时，自2013年起，在吴中区木渎镇沈巷村和城南街道红庄社区成立了两个面向社区流动儿童的“爱心小屋”，服务于社区及周边的流动儿童及其家庭，每年为上百个流动儿童家庭提供了孩子的课业辅导、兴趣培养、社区建设等服务，受到了流动儿童及其家庭的积极支持和反馈。
https://m.fx361.com/news/2015/0429/26776285.html
2023年，因为相关部门和资金问题的压力，苏州星星家园社会工作服务中心的工伤工友项目和流动儿童项目被陆续中断，并于2023年5月1日关闭了工友家园活动室；而红庄的“爱心小屋”则被一个与相关部门有秘密合作的组织所接手。自此，苏州星星家园社会工作服务中心中断了所有工作。

## 主要工作

#### 工人文学创作
《工友通讯》是该组织的出版物，主要收录和刊登工人书写的作品，鼓励工友创作工人文学，刊物内容主要是工人的日常打工故事，例如老板漠视工人权益，或是工人回乡的见闻等，共计刊登出的工友作品超过500篇。

#### 打工者社区文化服务及互助
自工友家园成立以来，工友家园活动室每年服务上万人次工友。其中金桥工友活动室2009年5月成立，2011年3月被迫关闭，该活动室主要服务于年轻的工友，非常火爆。做为社区及周边工友的活动室，日常的活动和交流是常被人所忽略的，但这一平台的作用却非常之大：工友们在此可以学习、交流、互助、娱乐。
https://zqb.cyol.com/html/2012-02/02/nw.D110000zgqnb_20120202_1-08.htm

#### 流动儿童活动室
2013年，该组织设立了一个名为“爱心小屋”的流动儿童活动室。这缘于一个外来工的求助案例——一名流动儿童和当地的小混混参与盗窃。全桂荣知道，流动儿童常年随父母辗转在不同地方，难以建立稳定的社交关系，所以试图通过活动室支持流动儿童心理健康。

#### 工伤工友心理支持和维权
工友家园成立后，逐渐发现工友们有很多维权需求，特别是受工伤的工友，苏州每年受工伤者达三万多例。自2013年起，工友家园开始设立专项的工伤工友心理支持和维权项目，为成千上万的的工伤工友提供了咨询及协助工伤工友争取到数百万权益，并试图推动苏州当地相关工伤实务的改善，取得了一定的成果。https://m.thepaper.cn/newsDetail_forward_16852032
https://hk.crntt.com/crn-webapp/mag/docDetail.jsp?coluid=31&docid=102865286

#### 其他工人文化及社区服务
工友家园自成立起，就相继设立了各种各样的小组，如文学小组、姐妹情感支持小组、文艺小组等。其中文艺小组共同创造了十多首反映打工者心声的歌曲。

## 出版物与采访
- 《流动的家园》 （页面存档备份，存于），出版于2017年，长三角区域的外来工的口述故事，内容涵盖了女工、工人的情感生活、流动儿童、工人与乡土的联系、老年工人等。[5]

- 创办人全桂荣的自述报道《他打了 10 年工，还是没想明白打工者的生活何以至此》 （页面存档备份，存于）